# Aidabasalala (Ort)
Aidabasalala ist ein osttimoresischer Ort im Suco Hataz (Verwaltungsamt Atabae, Gemeinde Bobonaro). Er liegt in einer Meereshöhe von 73 m.
Das Dorf liegt am Westufer des Flusses Nunutura (Nunura). Der Südteil des Dorfes liegt in der gleichnamigen Aldeia Aidabasalala. Hier befinden sich der Sitz des Sucos Hataz und eine Grundschule. Der Nordteil von der Siedlung gehört zur Aldeia Aidabaleten. Hier befinden sich eine Kirche, ein Hospital und im Norden die Grundschule Beloi. Die Hauptstraße verläuft parallel zum Fluss Nunutura und verbindet Aidabasalala mit den Nachbarorten Boloi im Norden und Arlaeben im Süden. Im Süden zweigt eine Straße nach Osten zum Nunutura ab, im Norden führen drei Abzweigungen nach Westen in Richtung Berge, bis die Flussebene endet. Die Besiedlung verteilt sich an diesen Straßen. Zwischen den beiden südlicheren Abzweigungen nach Westen fließt der Meuculi (Mota Meuculi), ein kleiner Fluss, der aus den Bergen im Westen kommt und in den Nunutura mündet.

## Geschichte
Am 16. Oktober 1999 kam es beim Ort Aidabasalala am Flüsschen Meuculi zu einem Gefecht („Battle of Aidabasalala“) zwischen sechs australischen INTERFET-Soldaten und etwa 20 Mitgliedern einer pro-indonesischen Miliz. Mindestens drei Milizionäre kamen dabei ums Leben, drei weitere wurden verletzt.